# Литературный музей (Нижний Новгород)
Литературный музей был создан в Горьком в 1928 году по инициативе общественности, ныне филиал Государственного музея А. М. Горького.
В основном фонде музея почти 100 тысяч единиц хранения. Помимо Максима Горького, которому посвящена значительная часть экспозиции, в музее представлены материалы о жизни и творчестве писателей: П.И. Мельникова (А. Печерского) и В.Г. Короленко, поэтов: Л.Г. Граве и И.С. Рукавишникова, фотографов-художников: А.О. Карелина и М.П. Дмитриева, музыканта В.Ю.Виллуана.
В музее проходят выставки, посвящённые  историко-литературным датам, собрания общественности, демонстрируются работы современных художников, коллекции других музеев.

## Здание музея
Расположен в бывшем  купеческом доме  Бурмистровых,  в центральной исторической части Нижнего Новгорода, памятнике истории и культуры народов регионального значения с сохранившимися интерьерами.
В 2019 году литературный музей закрыли на реставрацию. 25 июня 2020 года в здании музея, находившемся на реконструкции, произошёл пожар, в результате которого  пострадали все помещения и кровля. Благодаря тому, что экспонаты перед реставрацией были перевезены во временные хранилища, почти вся ценная коллекция музея уцелела.

## Директора
В 1954—1970 годах директором музея был краевед, заслуженный работник культуры РСФСР Н. А. Забурдаев.